# Сосуліна Тетяна Дмитрівна
Сосуліна Тетяна Дмитрівна (в дівоцтві Байда-Усенко; нар. 6 квітня 1957, Узин, Київська область, УРСР) – українська художниця, майстриня декоративно-прикладного мистецтва, членкиня Національної спілки художників України, есеїстка.

## Життєпис
Тетяна Сосуліна народилася у військовому містечку Узин, що на Київщині, в сім'ї військового та вчительки. В 1974 році закінчила школу №5, згодом вступила до Ленінградського педагогічного університету ім. Герцена на художньо-графічний факультет. Після закінчення навчання оселилася в Черкасах, де з 1979 року працює в Черкаській дитячій художній школі ім. Данила Нарбута. З 1992 року – членкиня Спілки художників України.

## Творчість

### Образотворче мистецтво
Роботи Тетяни Сосуліної презентувалися на численних персональних виставках під назвами: "Моя Україна", "У пошуках мелодії душі", "Дивосвіт Тетяни Сосуліної" (гобелени, графіка, батик), "Частинка любові", "Відлуння віків", "Мій дивосвіт", "Душа" (гобелени), "Мініатюри" (міні-гобелени, живопис, графіка), "Мій рідний край" (живопис, графіка), "Óбрази", "Образотворення" (живопис, акрил, портрети сучасників до 70-річчя Черкаської області), "Герої серед нас" - портрети учасників російсько-української війни до "Дня Героїв" (левкас, колаж, золотий акрил).
У 2017 році Тетяна Сосуліна презентувала персональну виставку "В осерді часу" - серія гобеленів за мотивами робіт Марії Примаченко. Згодом вона експонувалась містами України, зокрема в Херсоні в рамках Міжнародного бієнале текстилю "Скіфія".
Роботи Тетяни Сосуліної слугують ілюстраціями до п'ятьох збірок віршів Олександра Діхтяренка та книги Миколи Сніжка – "Оводи Василя Симоненка".
Твори Тетяни Сосуліної зберігаються у Черкаському художньому музеї, Черкаському обласному краєзнавчому музеї, музеї "Кобзаря" Т. Г. Шевченка, Канівському музеї народного декоративного мистецтва, краєзнавчому музеї Кам'янки, Корсуня, Чигирина, Шполи, Чернівців, Самбора, Кропивницького; в Українському культурному фонді, Національному музеї у Львові ім. Андрея Шептицького, приватних колекціях у Південній Кореї, Польщі, Сербії, Німеччини, США.

### Есеїстика
У 2008 році друком вийшла перша літературна збірка Тетяни Сосуліної "Мрію бути..." – оповідання з мандрівок Черкащиною, есе з роздумами про долю.
2011 рік – доповнена збірка оповідань Тетяни Сосуліної "Моменти нашого життя".
2014 рік – збірка есе та новел авторки "Спас любови".